# 坂本泰良
坂本 泰良（さかもと たいら、1904年（明治37年）8月6日 - 1982年（昭和57年）9月6日）は、日本の政治家、弁護士。衆議院議員（6期）。中央大学名誉教授。衆議院功労議員表彰。日本社会党熊本県支部連合会会長。

## 経歴
- 1935年-中央大学英法科卒業。大学在学中は、真法会に所属。大学卒業後、東京で弁護士を務める
- 1948年-第23回衆議院議員総選挙熊本1区落選（日本社会党）
- 1949年-第24回衆議院議員総選挙初当選
- 1952年-第25回衆議院議員総選挙当選（2期目）
- 1953年-第26回衆議院議員総選挙落選
- 1955年-第27回衆議院議員総選挙当選（3期目）
- 1957年-衆議院決算委員会委員長
- 1958年-第28回衆議院議員総選挙当選（4期目）
- 1960年-第29回衆議院議員総選挙当選（5期目）
- 1963年-第30回衆議院議員総選挙当選（6期目）
- 1964年-衆議院法務委員会理事
- 1967年-第31回衆議院議員総選挙落選
- 1969年-第32回衆議院議員総選挙落選

1970年4月の春の叙勲で、勲二等に叙され旭日重光章を受章する。
1982年9月6日、死去。78歳没。同月10日、特旨を以て位記を追賜され、死没日付で正四位に叙された。

## 著書
- 『法学講義要綱』
- 『破産法要綱』
- 『国債読本』